# Buis-les-Baronnies
Buis-les-Baronnies è un comune francese di 2 383 abitanti situato nel dipartimento della Drôme della regione dell'Alvernia-Rodano-Alpi.

## Società

### Evoluzione demografica
Abitanti censiti